# Brian Boru
Brian Bórumha mac Cennétig conegut com a Brian Boru o Brian el Gran en anglès (926 o 941 a Killaloe, comtat de Clare – 23 d'abril de 1014, Clontarf)) fou Ard rí (Gran rei d'Irlanda) de 1002 a 1014.
El seu pare era Cennétig mac Lorcáin, rei de Thomond i la seva mare Bé Binn ingen Murchada, filla del rei de Connacht Occidental. El 977 va massacrar els víkings que s'havien establert a l'illa d'Inis Cathaigh l'any 850. Fou coronat rei del Regne de Munster el 978 i d'Irlanda el 1002. Envaí Ossory el 983, i el 1002 li fou reconegut el títol de rei d'Irlanda. Les seves pretensions a la sobirania sobre el regne de Leinster provocaren l'aliança del sobirà d'aquest regne amb el rei noruec de Dublín Sigtrygg Barba d'Argent. Brian els derrotà a la batalla de Glenn-Máma (999) i en la decisiva batalla de Clontarf (1014). Un grup dels vençuts, però, envaí la tenda de Brian i l'assassinà. Els seus descendents constituïren l'estirp dels O'Brien.